# Ilham Aliyev
Ilham Heydar oghlu Aliyev (azeri: İlham Heydər oğlu Əliyev; født den 24. december 1961) er Aserbajdsjans præsident siden 2003, senest genvalgt ved Præsidentvalget i Aserbajdsjan 2018. 
Han er søn af den tidligere præsident Heydar Aliyev.

## Æresbevisninger
Ilham Aliyev er siden den 6. august 2009 Kommandør af Storkorset af Trestjerneordenen.